# Avesnes-lès-Bapaume
Avesnes-lès-Bapaume è un comune francese di 141 abitanti situato nel dipartimento del Passo di Calais nella regione dell'Alta Francia.

## Società

### Evoluzione demografica
Abitanti censiti